# Герб Дагестана
Герб Республики Дагестан — наряду с флагом и гимном один из государственных символов Республики Дагестан. Принят Парламентом Республики Дагестан 20 октября 1994 года.

## Описание
Герб Республики Дагестан представляет собой круглый геральдический щит белого цвета, в центральной части которого изображен золотой орёл. Над ним помещено изображение золотого солнца в виде диска, окаймленного спиральным орнаментом. У основания щита расположены бело-золотого цвета снежные вершины гор, равнина, море и в картуше — рукопожатие, с обеих сторон которых проходит геральдическая лента с надписью белыми буквами «Республика Дагестан». В верхней половине щит обрамлен золотой полосой, в нижней — двумя орнаментальными кантами: слева — синим, справа — красным.
Герб Дагестана отражает политическое, историко-культурное единство более 30 родственных этносов, сформировавшихся на относительно небольшой территории на Северном Кавказе.
Орёл в международной символике означает власть, верховенство, государственную прозорливость. У народов Дагестана он один из наиболее почитаемых представителей мира животных, олицетворение независимости и свободы, мужества и храбрости, гордости и стойкости, выносливости. Он символ лучших черт национального характера Дагестанцев — национальной гордости, открытости, миролюбия, гостеприимства. Эту же идею выражает и усиливает рукопожатие. Оно как бы передает тепло, говорит о поддержке, добром приветствии «Ассаламу Алейкум». В таком контексте орел одновременно символ и государственной, и народной власти.
Солнце в гербе республики олицетворяет жизнь, источник жизни, жизненную силу, свет, богатство, плодородие, изобилие. В целом солнце выражает идею жизнеутверждения и процветания Дагестана. Золотой цвет в гербе подчеркивает власть, государственность.
Авторы герба Республики Дагестан: заслуженный художник Российской Федерации, заслуженный деятель искусств ДАССР, член Союза художников России Шабанов Магомед Магомедович; художник, заслуженный работник культуры РД, член Союза художников России Балиев Гамид Рубенович; историк и археолог, доктор исторических наук, заслуженный деятель науки РД Гаджиев Муртазали Серажутдинович; заслуженный художник Российской Федерации, заслуженный деятель искусств ДАССР, член Союза художников России Мусаев Абдулзагир Бозгитович.

## История

### Герб Северо-Кавказского эмирата
В сентябре 1919 года в чеченском ауле Ведено имам Узун-Хаджи провозгласил независимость Северного Кавказа и создание Северо-Кавказского эмирата, в который вошли горные районы Дагестана, горная Чечня и часть Ингушетии. Государство не имело четких границ и представляло собой монархию на основе норм шариата, идеологией эмирата являлся панисламизм. Эмират был признан Азербайджаном, Грузией, Турцией.
В 1919 году эмират предпринял выпуск бумажных денег (кредитных билетов) достоинством 5, 25, 50, 100, 250, 500 рублей. На лицевой стороне кредитных билетов изображалась эмблема эмирата.
Герб (эмблема) эмирата представлял собой поставленные пирамидой винтовку и саблю, над ними чалма хаджи с короной. Поверх всего весы, вероятно символизирующие справедливость. На чашах весов с одной стороны зелёное знамя Газавата с навершием в виде полумесяца (навершие изображалось не всегда), а с другой стороны раскрытая книга (вероятно, Коран). В нижней части герба располагался полумесяц и три звезды.
В марте 1920 года под давлением большевиков Северо-Кавказский эмират был ликвидирован, Узун-Хаджи получил пост муфтия Кавказа, а летом умер.

Герб Дагестанской АССР
Герб Дагестанской Области 1860 г.